# Festival de Cornouaille

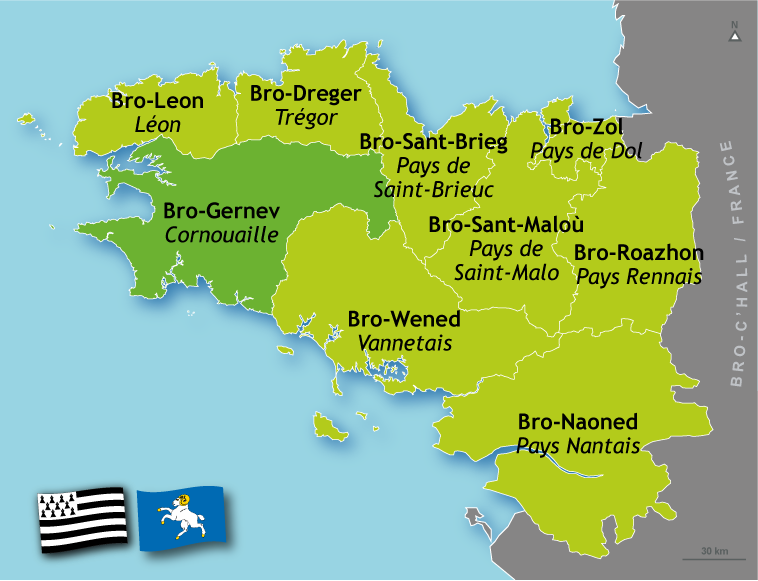
Lage der historischen Regionen der Bretagne

Das Festival de Cornouaille, seit 2010 auch kurz Le Cornouaille und auf Bretonisch Gouelioù-Meur Kerne genannt, ist ein bretonisches Musik-, Tanz- und Kulturfestival. Es findet jährlich im Juli in Quimper (Bretonisch: Kemper), der Hauptstadt des Départements Finistère, Bischofssitz und Zentrum der historischen Landschaft Cornouaille, statt.
1923 zum ersten Mal veranstaltet, ist es das älteste der großen Kulturfestivals in der Bretagne. Zwar gab es von 1931 bis 1946 mit Ausnahme zweier Jahre einen größeren zeitlichen Abschnitt, in dem das Fest zumindest nicht in dieser Größenordnung stattgefunden hat; dennoch bezeichnen die Ausrichter das Festival von 2020 auf ihrer Webseite als „97. Ausgabe“.

## Geschichte

### Die Anfänge

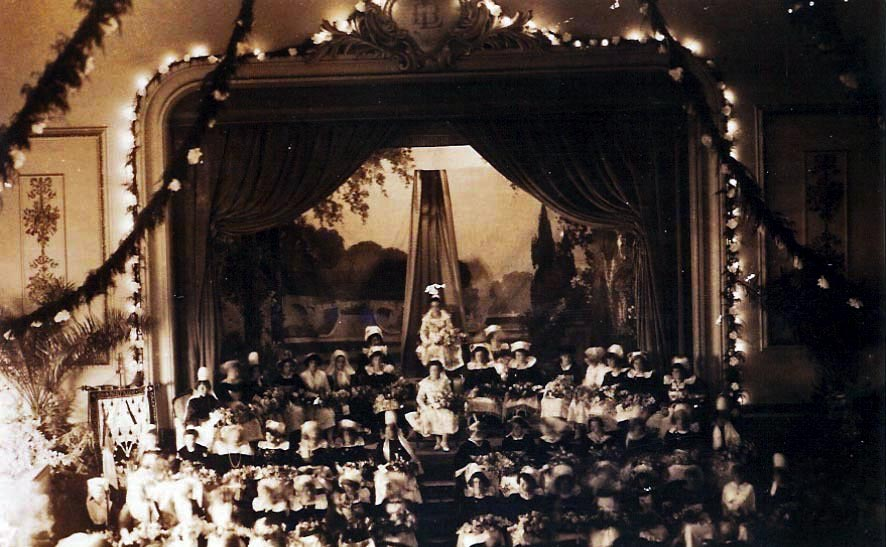
Erste Fête des Reines (1923)

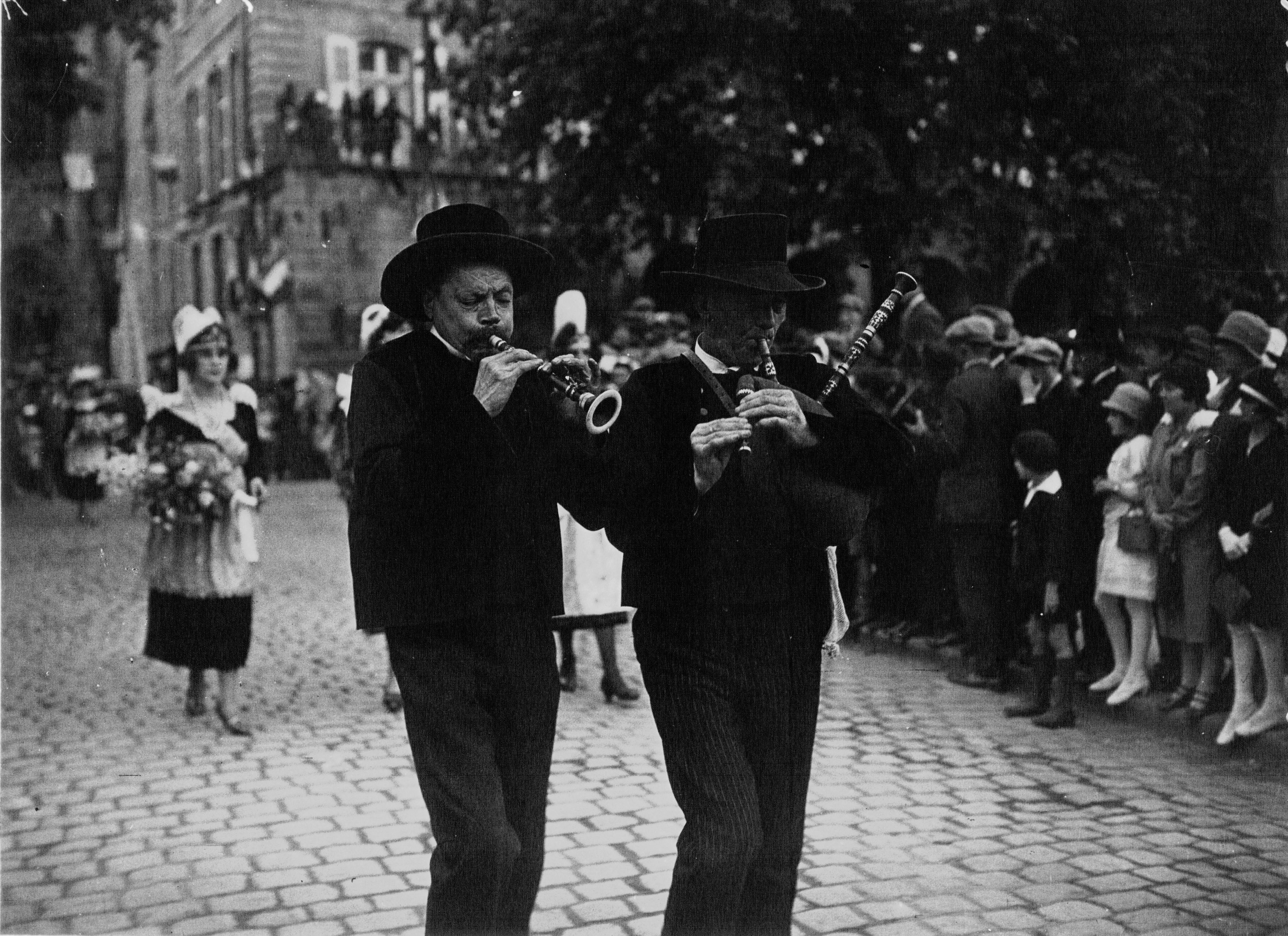
Festzug 1927

Entstanden ist das Festival aus einer Wohltätigkeitsveranstaltung eines jungen Kinobesitzers aus Quimper, Louis Le Bourhis, im Dezember 1922, die dieser im September 1923 und danach jährlich bis 1930 in größerem Rahmen als Fête des Reines („Fest der Königinnen“) wiederholte, wobei ein Teil der Einnahmen den Kriegsversehrten des Weltkriegs zugutekam. Der Name rührte daher, dass auf diesem Fest aus dem Kreis der lokalen Schönheitsköniginnen jeweils eine „Königin der Cornouaille“ ausgewählt wurde – ein Brauch, der sich bis in das 21. Jahrhundert hinein gehalten hat.
Schon in dieser Zeit gehörten auch musikalische und Tanzwettbewerbe sowie ein Festzug durch die Innenstadt zu den regelmäßigen Programmpunkten, woran neben den Siegerinnen der Königinnenwahl und den traditionellen Bläsergruppen (Sonneurs) mit Bombarde und Binioù – wie auf dem Foto von 1927 (rechts) abgebildet – auch einige bretonische Barden, darunter Théodore Botrel, Francis Gourvil und der Neo-Druide François Jaffrennou, teilnahmen.

### Entwicklung nach dem Zweiten Weltkrieg
Nach dem Zweiten Weltkrieg mitsamt der Befreiung von der deutschen Besetzung lebte das Festival unter dem Namen Fêtes de Cornouaille – später mit dem Zusatz Festival des arts et traditions de la Bretagne („Festival der Künste und Traditionen der Bretagne“) – wieder auf. Gab es 1947 lediglich ein mehrstündiges Fest, kam es 1948 schon zu einer zweitägigen Veranstaltung, an der auch eine kleine Delegation aus Schottland teilnahm; im Jahr darauf zog sich das Festival sogar über sechs Tage hin.
In den folgenden Jahren wuchs es sowohl von der Zahl der Einzelveranstaltungen, der teilnehmenden Musiker, Tanz- und Trachtengruppen als auch von der Zahl der Besucher her stetig an. So wurden 1951 rund 2.000 Teilnehmer gezählt; 1952 sorgte der Andrang von etwa 100.000 Zuschauern dafür, dass in den Bäckereien der Stadt das Brot zur Mangelware wurde. Dieses Wachstum entwickelte sich besonders stark ab Ende der 1960er Jahre, als es in der gesamten Bretagne zu einer stärkeren Rückbesinnung auf die Eigenarten und Werte der bretonischen Kultur kam, die zudem auch maßgeblich von einer neuen Generation mitgetragen wurde. Bei der das Festival traditionell abschließenden großen Musikerparade (Grande Assemblée, auf Bretonisch Abadenn Veur) durch die Innenstadt kam es 1976 zu einem Sprengstoffanschlag auf das an der Marschroute liegende Geschäftsgebäude der Banque Nationale de Paris – verübt von der Front de Libération de la Bretagne („Bretonische Befreiungsfront“) –, der unter den etwa 12.000 Zuschauern an den Straßenrändern aber keine Opfer forderte.
1982 nahm die Veranstaltung ihren bis heute gültigen Namen als Festival de Cornouaille an. Darüber kam es zu einem Zerwürfnis zwischen den Organisatoren, in dessen Folge Louis Le Bourhis, ein Enkel des Gründers des Fests, seinen Rückzug erklärte. Sachlicher Hintergrund dieser Umbenennung war, dass die Befürworter sich davon bessere Möglichkeiten der Vermarktung und bessere Chancen auf staatliche Subventionen erhofften. Zudem sollte die Zahl an Konzerten erhöht werden und der zuvor vier Jahre lang entfallene Festzug (Triomphe des Sonneurs) wieder einen zentralen Platz im Programm erhalten.

### Programmatische Schwerpunkte

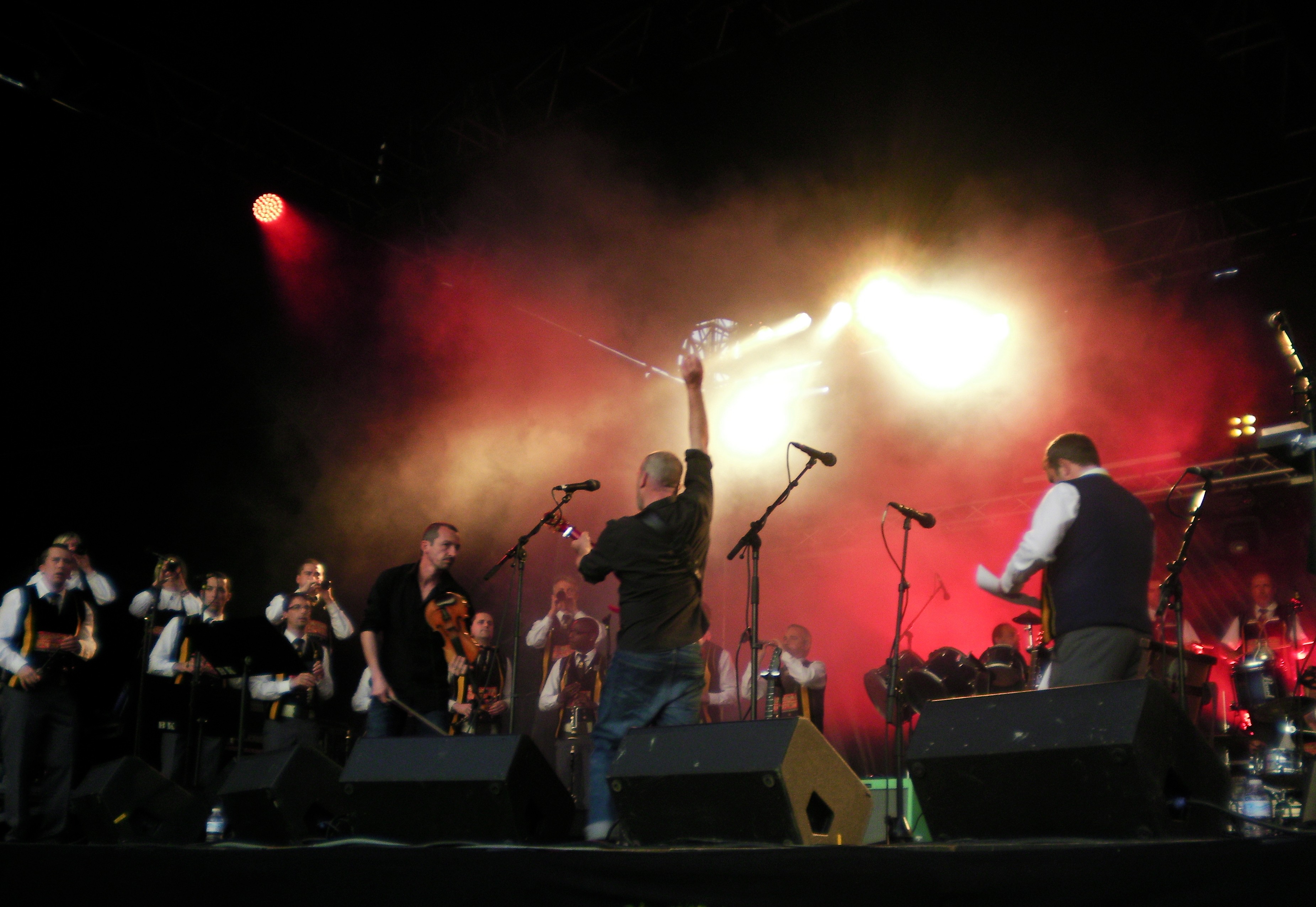
Lokalmatadoren: Bagad Kemper und Red Cardell

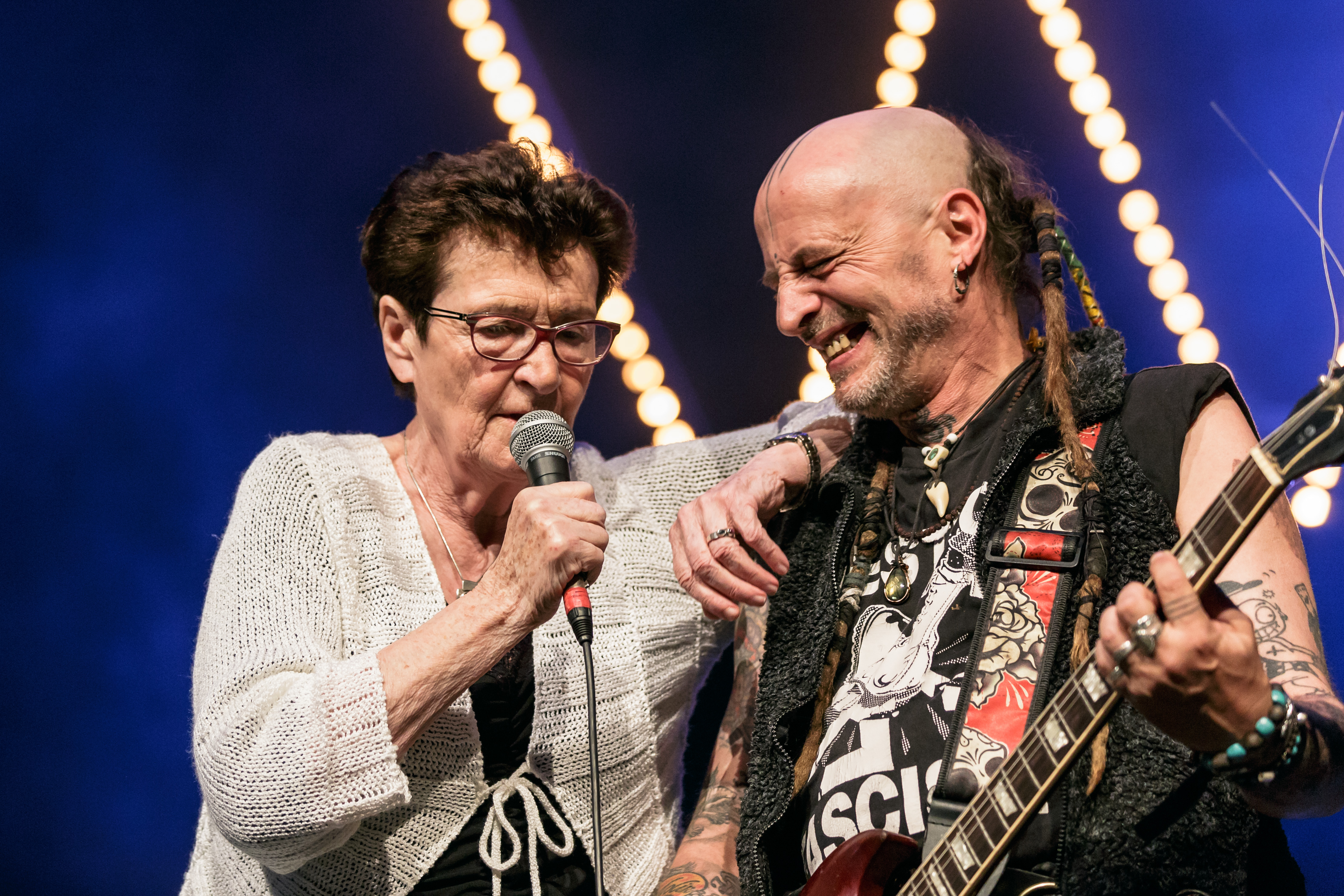
Louise Ebrel und die Ramoneurs de menhirs in Quimper (2017)

Bis in die erste Hälfte der 1970er Jahre hatte sich das musikalische Veranstaltungsprogramm noch vorrangig auf Sänger und Instrumentalgruppen wie die Sonneurs und die Spielmannszüge, dort Bagadoù genannt, konzentriert, die dem traditionellen, keltisch-bretonischen Liedgut wie den Gwerzioù oder dem Kan ha Diskan verpflichtet waren. Das änderte sich mit der sprunghaften Zunahme von Rockbands, die zwar bevorzugt elektrisch verstärkte Instrumente (E-Gitarre, E-Bass, Keyboards, dazu Schlagzeug) benutzten, aber entweder auch selbst traditionelle akustische Instrumente beherrschten oder bretonische Musik rockig beziehungsweise jazzig interpretierten.
Dieses anfängliche Nebeneinander entwickelte sich auch bei diesem Festival dahingehend weiter, dass jüngere Rockmusiker und meist ältere „musikalische Traditionalisten“ häufig miteinander auftraten, wie beispielsweise die Pipe Band Bagad Kemper und die Punk-Ethno-Rock-Fusion Red Cardell – beides Gruppen, die in Quimper beheimatet sind. Als Ausgangspunkt dieser musikalischen Annäherung gilt ein gemeinsames Konzert von Fairport Convention mit Dan Ar Braz beim Festival 1978.
In der langen Geschichte des Cornouaille sind sämtliche „Größen“ der bretonischen Musik aufgetreten. Zu den Besonderheiten des Festival de Cornouaille gehört aber, dass es auch Anfängern und unbekannten Künstlern im Rahmen des offiziellen Gesamtprogramms eine Bühne bietet. Bei deren Konzerten besteht freier Eintritt. Für den Festivaldirektor Igor Gardes gehört dies zu den Alleinstellungsmerkmalen, mit denen Quimper sich von den anderen großen Kulturfesten in der Bretagne wie dem Festival Interceltique in Lorient, den Vieilles Charrues in Carhaix-Plouguer oder dem Yaouank in Rennes abgrenzt und zugleich eine Lücke füllt:

„Die Alten haben … der jungen Generation keinen Raum gelassen. Deshalb trifft man immer wieder auf dieselben Musiker. Also muss man alles auf die Ausbildung und Förderung [des Nachwuchses] ausrichten und ihm die Lust daran zurückgeben. In der Bretagne existiert ein enormes Potential dafür, und das ist eine Möglichkeit, Kultur lebendig zu erhalten.“

## Organisation, Finanzierung und Veranstaltungsorte

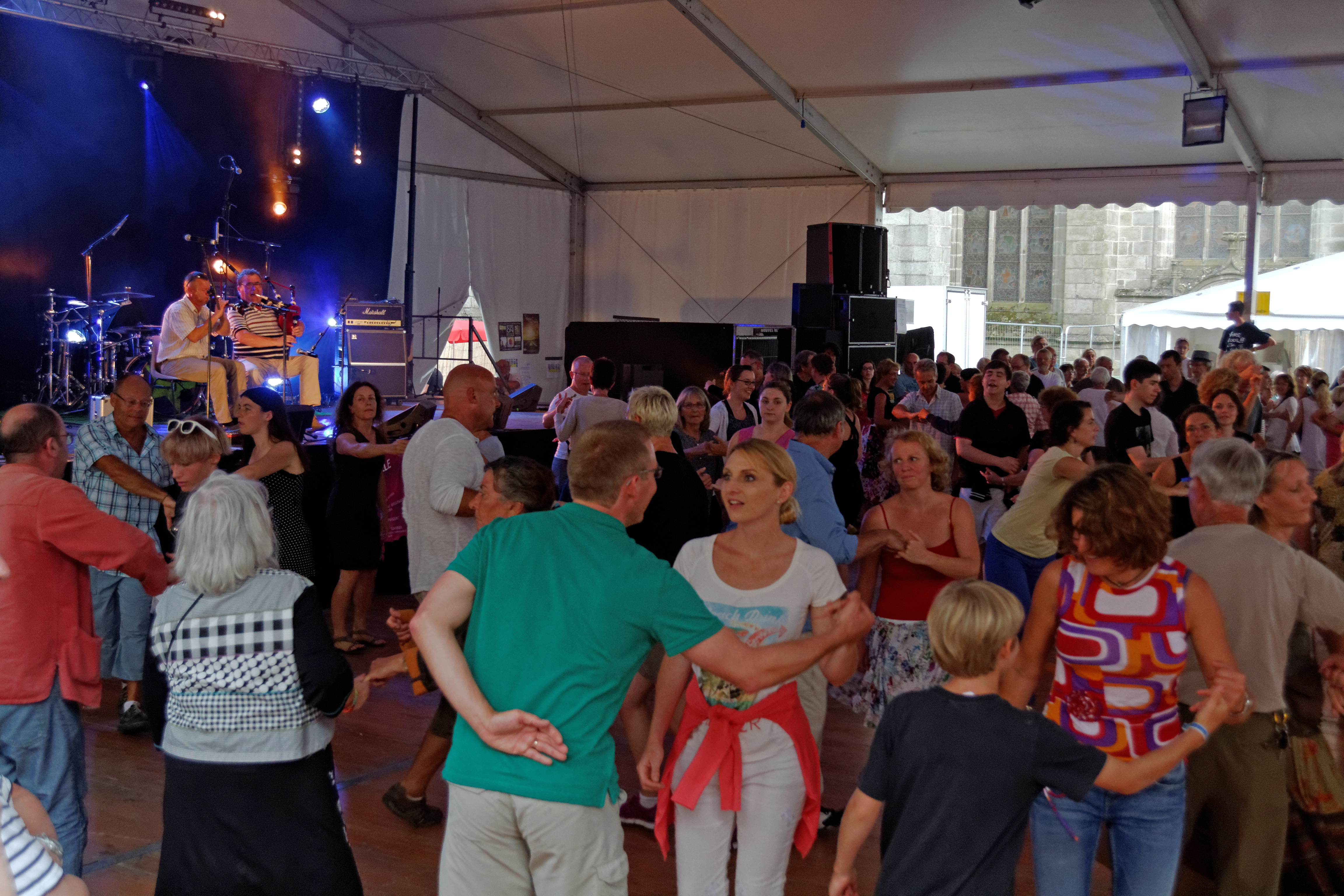
Tanzfest für Festivalbesucher (2014)

Organisiert wird das Festival von einem eingetragenen Verein französischen Rechts (association loi de 1901). Es dauert wieder sechs Tage, endet stets am letzten Sonntag im Juli und zieht etwa 150.000 Besucher in die 63.000-Einwohner-Stadt (Stand 2017). Die Gesamteinnahmen stammen zu etwa 40 % aus der Unterstützung durch die Öffentlichen Hände (Stadt, Gemeindeverband, Département, Regionalrat und französischer Staat), der Rest kommt durch den Verkauf von Eintrittskarten – wobei rund drei Viertel der Veranstaltungen bei freiem Zutritt stattfinden – und Merchandisingprodukten sowie durch Sponsoring und Werbepartner zusammen.
Nach Angaben der Ausrichter hatten schon 1994 insgesamt 130.000 Menschen das Festival besucht, die 75.000 Tickets für die einzelnen Veranstaltungen kauften; 1998 stieg die Besucherzahl sogar auf 250.000 an, was die bisherige Rekordmarke für das Festival darstellt.
Unter dem Festivalmotto au cœur d’une ville et d’une culture („Im Herzen einer Stadt und im Zentrum einer Kultur“) ist das gesamte innerstädtische Gebiet die Bühne für Auftritte unterschiedlicher Art. Konzerte beispielsweise finden in der Kathedrale Saint-Corentin ebenso statt wie im Théâtre de la Résistance oder dem Pavillon de Penvillers sowie in Bars und Clubs. Für Open-Air-Veranstaltungen bieten sich neben den weitläufigen Kais der Odet die Straßen und Plätze rund um die Kathedrale an; sie sind bei trockenem Wetter hoch frequentiert, insbesondere bei den Altstadtnächten (Nuits des Vieux Quartiers) und den Festoù-noz –, aber auch im Innenhof der Diözesanverwaltung, wo 2013 erstmals ein großes, öffentliches Festessen (Cornouaille Gourmand) ausgerichtet wurde.